# Gare d'Arvant
La gare d'Arvant est une gare ferroviaire française des lignes  de Saint-Germain-des-Fossés à Nîmes-Courbessac et de Figeac à Arvant. Elle est située au village d'Arvant sur le territoire de la commune de Bournoncle-Saint-Pierre, à proximité de Vergongheon, dans le département de la Haute-Loire en région Auvergne-Rhône-Alpes.
Elle a été mise en service en 1856 par la Compagnie du chemin de fer Grand-Central de France. C'est une gare de la Société nationale des chemins de fer français (SNCF), desservie par des trains Intercités et TER Auvergne-Rhône-Alpes et au service de fret.

## Situation ferroviaire
Gare de bifurcation, elle est située au point kilométrique (PK) 478,749 de la ligne de Saint-Germain-des-Fossés à Nîmes-Courbessac, entre les gares de Brassac-les-Mines - Sainte-Florine et de Brioude et au PK 408,342 de la ligne de Figeac à Arvant. Son altitude est de 426 m.

## Histoire
La gare est mise en service par la Compagnie du chemin de fer Grand-Central de France lorsqu'elle ouvre la section de ligne de Brassac à Arvant le 8 mai 1856.

## Service des voyageurs

### Accueil
Gare SNCF, elle dispose d'un bâtiment voyageurs, avec guichet, ouvert tous les jours. Elle est équipée d'automates pour l'achat de titres de transport.

### Desserte

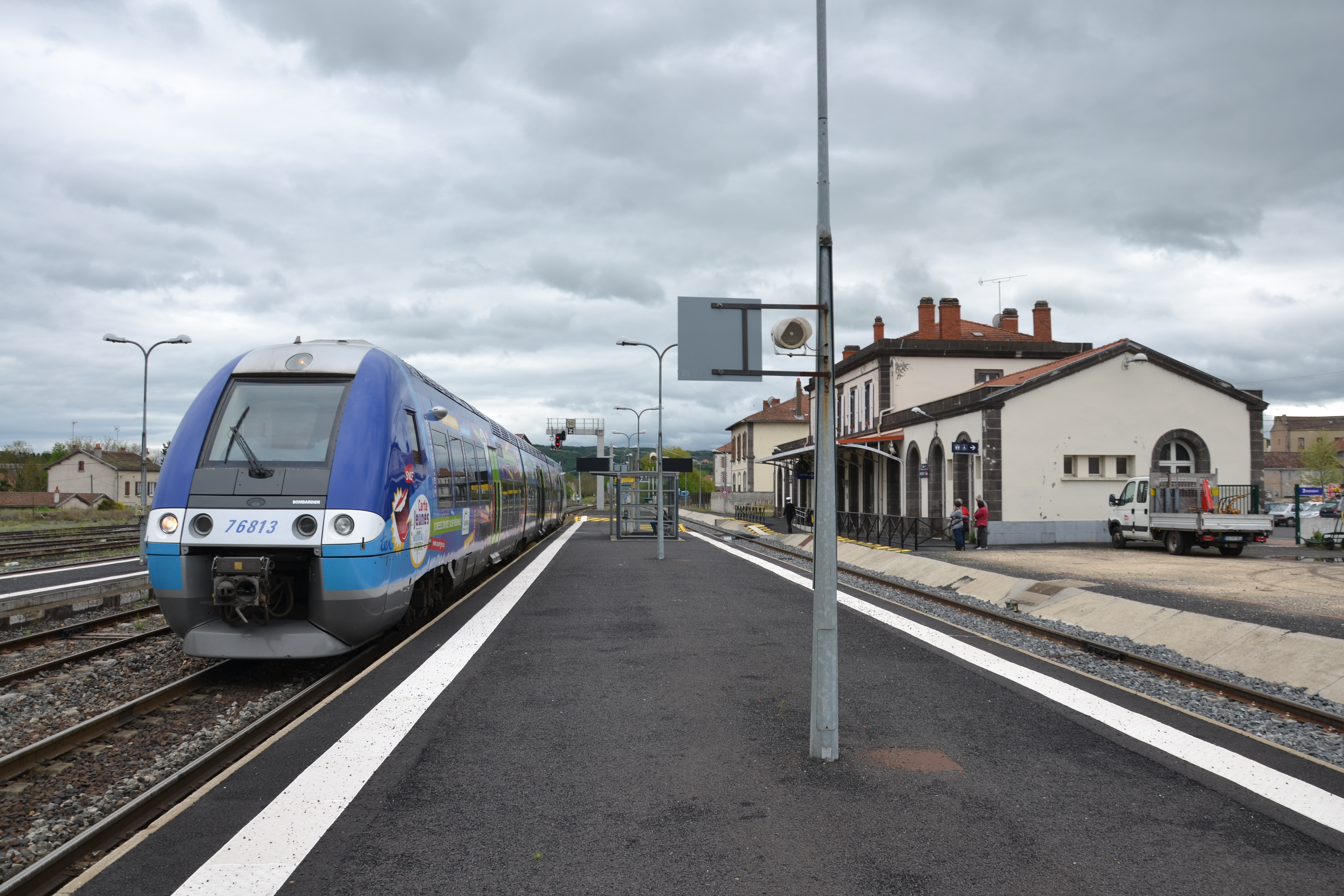
TER Brioude - Clermont-Ferrand desservant la gare.

Arvant est desservie par des trains Intercités, qui effectuent des missions entre les gares de Clermont-Ferrand et de Béziers.
La gare est également desservie par des trains TER Auvergne-Rhône-Alpes qui effectuent des missions entre les gares de Clermont-Ferrand et de Nîmes, du Puy-en-Velay, de Brioude, d'Aurillac ou Toulouse. Un train a pour origine Moulins-sur-Allier depuis le service 2012 dans le sens impair ; dans le sens pair, il existe aussi un train Brioude – Gannat.

### Intermodalité
Un parc couvert pour les vélos et un parking pour les véhicules sont aménagés. Correspondance routière avec les Cars Région, lignes C9, C48, H13 et H14.

## Service des marchandises

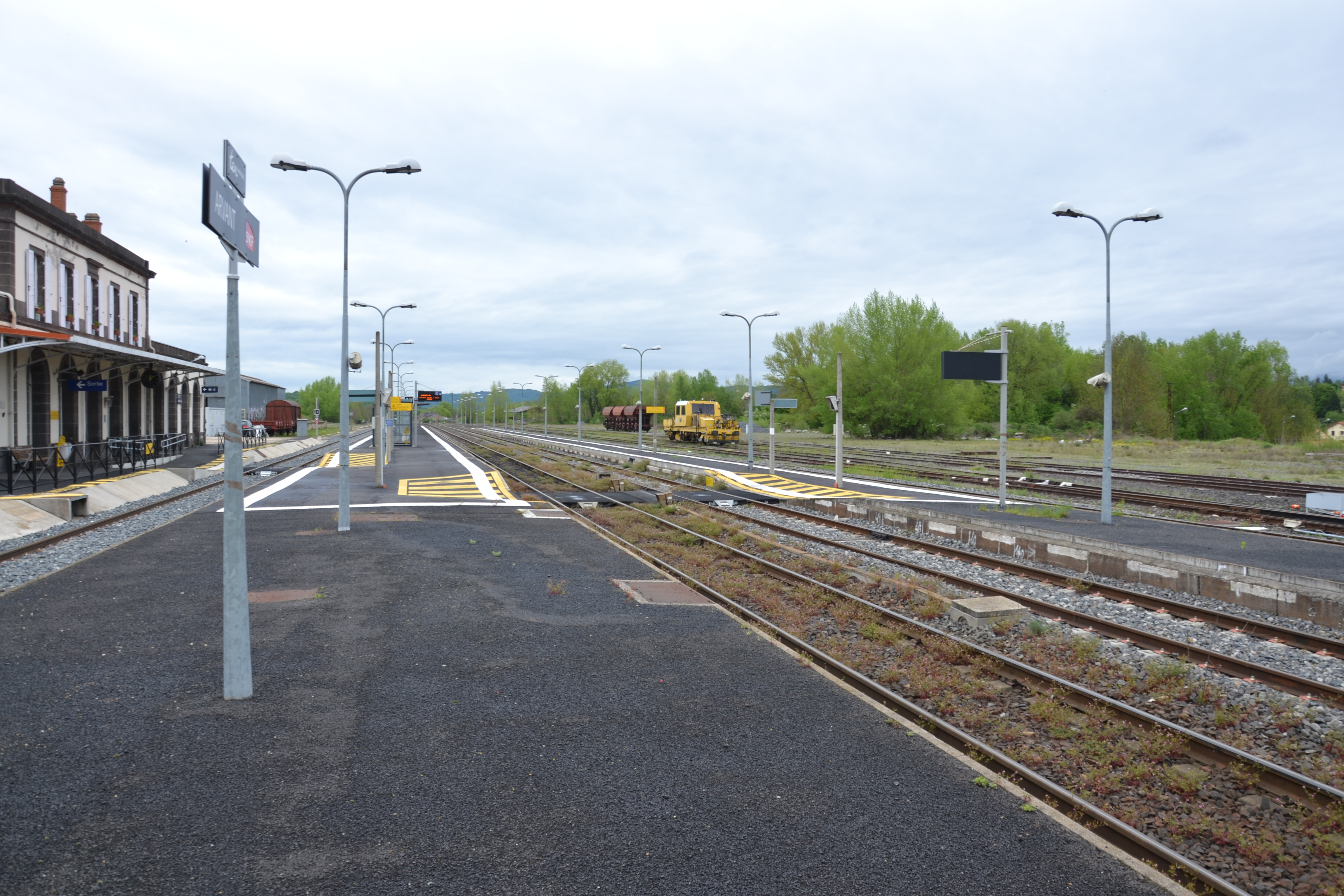
Voies pour les marchandises.

La gare est ouverte au service du fret (train massif et wagons isolés pour certains clients).